# Pseudodiamesa
Pseudodiamesa (лат.) — род комаров-звонцов из подсемейства Diamesinae.

## Описание
Коричневые комары длиной от 5,4 до 8,5 мм. Глаза без волосков, вытянутые. Наличиник со щетинками. На конце последнего членика усика расположена субапикальная щетинка. Крылья сероватой окраски, покрыты микроскопическими волосками (микротрихиями).
Длина куколки до 12,5 мм. Окраска экзувия коричневая или коричневато-серая. Головогрудь зернистая или морщинистая. На тергитах брюшка имеется характерный рисунок из шипиков. От анального сегмента отходят две лопасти и на его вершине расположены три пары щетинок. Плавательных щетинок нет.
Личинка коричневато-бурая или к коричневато-серая длиной до 18 мм. Голова жёлтая. На лбу и щеках имеются коричневые пятна. Жвалы с пятью зубцами. Около основания щупика жвал отходят две щетинки. Нижняя губа с 6—7 парами зубцов по бокам и одним по середине. Личинки видов Pseudodiamesa внешне очень похожи и их трудно различимы друг от друга.

## Экология
Личинки развиваются в озёрах и проточных водах холодной, высокой широты и высокогорные районы северного полушария. В период длительного холодного периода личинки могут переходить в состояние диапаузы. У большинства видов в течение года развивается одно поколение. В южных частях ареала у Pseudodiamesa branickii может развиваться два или три поколения. Вылет имаго происходит обычно весной в период оттепели или раним летом. Спаривание было отмечено даже на снегу при отрицательных температурах. Продолжительность спаривания может достигать трёх часов.  Питаются мелкими частичками органического вещества, но также могут нападать на мелких хирономид и других мелких водных беспозвоночных.

## Кариотип
В диплоидном наборе от 3 до 6 пар хромосом.

## Классификация
Род описан бельгийским энтомологом Морисом Гутгебёром в 1939 году. Наиболее близким родом является Pagastia. В 1959 году Дональд Оливер по строению имаго разделил род Pseudodiamesa на два подрода Pachydiamesa и Pseudodiamesa, включив в подрод Pachydiamesa только вид Pseudodiamesa arctica. В 1999 году российские энтомологи Евгений Макарченко и Мария Макарченко разделили род на две группы видов: Pseudodiamesa branickii и Pseudodiamesa nivosa. К группе Pseudodiamesa branickii отнесены два вида Pseudodiamesa branickii и Pseudodiamesa pertinax, а ко второй — все остальные виды. Эти группы видов хорошо отличаются по строению головы личинок. Род объединяет двенадцать видов:
- Pseudodiamesa arctica Malloch, 1919
- Pseudodiamesa branickii Nowicki, 1873
- Pseudodiamesa gorodkovi Makarchenko, 1983
- Pseudodiamesa latistyla Makarchenko, 1989
- Pseudodiamesa mongolzecea Sasa & Suzuki, 1997
- Pseudodiamesa nepalensis Reiss, 1968
- Pseudodiamesa nivosa Goetghebuer, 1928
- Pseudodiamesa pertinax Garrett, 1925
- Pseudodiamesa stackelbergi Goetghebuer, 1933
- Pseudodiamesa subnivosa Linevich & Makarchenko, 1989
- Pseudodiamesa sunabacedea Tanaka & Sasa, 2001
- Pseudodiamesa vetusta Makarchenko, 1989

## Распространение
Представители рода встречаются в Неарктике, Палеарктике и Ориентальной области.